# Замостье (Запорожская область)
Замостье (укр. Замістя) — село,
Богдановский сельский совет,
Черниговский район,
Запорожская область,
Украина.
Код КОАТУУ — 2325580503. Население по переписи 2001 года составляло 385 человек.

## Географическое положение
Село Замостье находится на левом берегу реки Юшанлы,
выше по течению на расстоянии в 1,5 км расположено село Боевое,
ниже по течению на расстоянии в 5 км расположено село Калиновка.
Через село проходит автомобильная дорога Р-37.

## История
- 1862 год — дата основания как село Камышеватка.

## Объекты социальной сферы
- Школа I—II ст.